# Окоп (село)
Окоп (болг. Окоп) — село в Болгарии. Находится в Ямболской области, входит в общину Тунджа. Население составляет 641 человек.
До 30-х годов XX века название села было Инджексарлий.

## Политическая ситуация
В местном кметстве Окоп, в состав которого входит Окоп, должность кмета (старосты) исполняет Георги Йовчев Георгиев (коалиция в составе 5 партий: Граждане за европейское развитие Болгарии (ГЕРБ), Демократы за сильную Болгарию (ДСБ), Земледельческий народный союз (ЗНС), Союз свободной демократии (ССД), Союз демократических сил (СДС)) по результатам выборов правления кметства.
Кмет (мэр) общины Тунджа — Георги Стоянов Георгиев (коалиция в составе 2 партий: Болгарская социалистическая партия (БСП) и Болгарская социал-демократия (БСД)) по результатам выборов в правление общины.